# Falshomelix unicolor
Falshomelix unicolor – gatunek chrząszcza z rodziny kózkowatych i podrodziny zgrzypikowych. Jedyny przedstawiciel rodzaju Falshomelix.

## Zasięg występowania
Gatunek ten występuje w Afryce Środkowej i Zachodniej, notowany w Wybrzeżu Kości Słoniowej, Demokratycznej Republice Konga oraz Kongu.